# William de Vescy, 1. Baron Vescy

Wappen von William de Vescy, das er zu Lebzeiten seines Bruders John führte

William de Vescy, 1. Baron Vescy (* 19. September 1245; † 19. Juli 1297) war ein englischer Adliger und Justiciar of Ireland.

## Herkunft und Jugend
William war der zweitälteste Sohn von William de Vesci, Lord of Alnwick, und von Agnes, einer Tochter von William de Ferrers, 5. Earl of Derby und von Sybil Marshal. Sein Vater starb bereits 1253. Als jüngerer Sohn ist zunächst wenig über sein Leben bekannt. Er gehörte zu den Gefolgsleuten seines älteren Bruders John de Vescy, der während des Zweiten Kriegs der Barone auf Seiten der Rebellen stand. William gehörte zu den Rebellen, die im Juni 1265 erfolglos Gloucester Castle gegen die Truppen des Thronfolgers Eduard verteidigten. Nach Kriegsende 1267 wurde sein Bruder jedoch ein enger Vertrauter des Thronfolgers, der 1272 König wurde und 1276 John und William offiziell für während des Kriegs begangenen Plünderungen begnadigte. William unternahm anschließend eine Pilgerfahrt nach Santiago de Compostela. Später diente er als Bürge für die Schulden seines Bruders beim König.

## Gefolgsmann des Königs
In den 1280er Jahren begann William de Vescy im Dienst des Königs eine eigene militärische Karriere. Er hatte bereits 1277, 1282 und 1283 an den Feldzügen zur Eroberung von Wales teilgenommen und wurde 1283 und 1288 zu den Parlamenten und königlichen Ratsversammlungen einberufen. 1285 wurde er Richter für die königlichen Forste nördlich des Trent.

## Erbe seines Bruders
Als sein Bruder John 1289 kinderlos starb, wurde William sein Erbe. Als Nachfolger seines Bruders wurde er auch Verwalter des königlichen Scarborough Castle, und 1290 diente er dem König als Unterhändler mit Schottland. Als in diesem Jahr Vescys Mutter Agnes starb, erbte er einen großen Teil von Kildare in Irland sowie weitere Besitzungen in England, die seine Mutter als Enkelin von William Marshal, 1. Earl of Pembroke geerbt hatte. Mit 44 Jahren war Vescy nun zu einem mächtigen Magnaten mit umfangreichen Besitzungen in Nordengland und in Irland aufgestiegen. König Eduard ernannte ihn am 12. September 1290 zum königlichen Justiciar für Irland, hierfür musste er sein Amt als Richter für die Forste nördlich des Trent aufgeben, das der König jedoch sofort an seinen Sohn John de Vescy übergab. Am 11. November landete Vescy in Irland. Als Vertreter des Königs hatte er dort einen schweren Stand. Die einheimischen Iren rebellierten gegen die englischen Barone, die selbst untereinander zerstritten waren. Der König gewährte Vescy für die Ausübung seines Amtes jährlich £ 500, dazu konnte er im Kriegsfall weitere £ 500 erhalten. Diese Summen reichte jedoch nicht aus, um die Ausgaben für seine walisischen Söldner zu decken. Dazu wurde er 1291 als Enkel von Margaret, einer unehelichen Tochter des schottischen Königs Wilhelm I., zu einem der dreizehn Anwärter auf den schottischen Thron. Vescy machte aber keinen ernsthaften Versuch, König von Schottland zu werden. Er ließ seine Ansprüche von seinem Sohn John vertreten und verzichtete schließlich auf seinen Anspruch, noch ehe am 17. November 1292 John Balliol zum neuen König von Schottland bestimmt wurde.

## Justiciar of Ireland
In Irland musste Vescy um seine Anerkennung als Vertreter des Königs, aber auch als Lord of Kildare kämpfen, wobei er sich durch seine autokratische Amtsführung zahlreiche Gegner machte. 1291 verklagte der Abt von St Thomas’s in Dublin ihn und die anderen Marshal-Erben, da er sich ungerecht behandelt fühlte. Als Beteiligter verbot der König Vescy, sich der Klage anzunehmen, dennoch befasste er sich als Justiciar weiter mit dem Fall. Dies führte dazu, dass der Fall zusammen mit weiteren Beschwerden über Vescys Amtsführung im Oktober 1293 vom Kronrat und vom Parlament in Westminster untersucht wurde. Der König ordnete darauf eine weitere Überprüfung an, als deren Ergebnis Vescy im März 1294 für zahlreiche Rechtsverstöße für schuldig befunden wurde.
Dabei geriet der Streit zwischen Vescy und John fitz Thomas Fitzgerald, der als Lord of Offaly ein Vasall von Vescy war, in den Mittelpunkt. Die Spannungen zwischen den beiden Männern waren so gestiegen, dass Vescy Truppen aufbieten wollte, um Offaly zu besetzen. Daraufhin griff der König ein und untersagte den Feldzug. Fitz Thomas beschuldigte Vescy 1293 während des Parlamentes, worauf Vescy 1294 vor dem König und dem Kronrat Anschuldigungen gegen Fitz Thomas erhob. Fitz Thomas wies die Anschuldigungen zurück und beschuldigte im Gegenzug, dass Vescy den König ihm gegenüber verleumdet hätte und ein Verräter sei, unter anderem hätte er behauptet, das sich Eduard während der Belagerung von Kenilworth Castle 1266 feige verhalten hätte. Vescy verlangte daraufhin als Gottesurteil einen Zweikampf zwischen ihm und Fitz Thomas. Daraufhin befahl der König beide Kontrahenten für den 24. Juli an seinen Hof. Vescy erschien bewaffnet und zum Zweikampf bereit, doch Fitz Thomas erschien nicht. Der Fall wurde mehrfach vertagt und im Juni 1295 vom Parlament, an dem Vescy als Baron Vescy teilnahm, aufgehoben. Als Justiciar war Vescy bereits im Juni 1294 abgelöst worden, doch der König trug ihm sein Scheitern in Irland nicht nach. Im April 1295 begleitete er den König, als dieser in Wales einen Aufstand niederschlug, und nach dem Tod seines Sohnes John wurde er im September 1295 wieder zum Richter für die königlichen Forste nördlich des Trent ernannt. Während des Französisch-Englischen Kriegs nahm er 1296 an einem Feldzug in die Gascogne teil. Zurück in England, bereitete er sich im Folgejahr für einen weiteren Feldzug in die Gascogne vor, starb aber noch vor seinem Aufbruch.

## Familie und Erbe
Vescy hatte Isabel of Periton geheiratet, die Witwe von Robert of Welles († 1265) und zweite Tochter von Adam of Periton, einem Landadligen aus Ellington in Northumberland. Sie wurde nach dem Tod ihres Vaters Miterbin von dessen Gütern. Mit ihr hatte er einen Sohn:
- John († 1295)

Daneben hatte er mit Dervorguilla, einer Tochter von Donal Roe MacCarthy Mor, des irischen Fürsten von Desmond, einen unehelichen Sohn, William.
Vor seinem Aufbruch in die Gascogne 1295 machte Vescy eine Stiftung zugunsten des Priorats von Malton. Da sein einziger ehelicher Sohn bereits vor ihm gestorben war, versuchte Vescy in seinen letzten Jahren, sein Erbe zugunsten seines unehelichen Sohns William zu regeln. Alnwick Castle und andere Güter in Northumberland überschrieb er Bischof Antony Bek von Durham, der diese Güter seinem unehelichen Sohn übergeben sollte. 1297 übergab er dem König Kildare und seine anderen Besitzungen in Irland, das er einige Monate später vom König zurückerhielt. Im Gegenzug sollte Kildare nach seinem Tod an die Krone fallen, so dass entfernte Verwandte von Vescy um ihr Erbe gebracht wurden. Der König erließ ihm dafür seine Schulden, die er gegenüber der Krone hatte, und übernahm auch die Schulden, die Vescy als Justiciar und als Richter gemacht hatte, sowie die Schulden seines Bruders John. Dazu begnadigte er ihn für die Vergehen, die er als Justiciar und Richter gemacht hatte.